# Festival Internacional de Música Colonial Brasileira e Música Antiga
O Festival Internacional de Música Colonial Brasileira e Música Antiga é um evento musical realizado anualmente na cidade brasileira de Juiz de Fora.
Dedicado ao estudo e interpretação da música antiga e organizado pela Pró-Reitoria de Cultura e o Centro Cultural Pró-Música da Universidade Federal de Juiz de Fora, é um dos mais importantes e tradicionais eventos do gênero no Brasil. Em 2018 estava em sua 29ª edição. Sua programação inclui concertos vocais e instrumentais, incluindo óperas, sempre gratuitos, além de oficinas de estudo, master classes, cursos, palestras, exposições, lançamento de publicações e gravações, e regularmente conta com seminários e congressos paralelos de musicologia. O Encontro de Musicologia Histórica ocorre a cada dois anos, apresentando pesquisas sobre o tema proposto para a edição daquele ano.
O festival conta com a participação de professores, intérpretes e conjuntos estrangeiros e de várias partes do país, e oferece instrução para centenas de alunos. A partir de 2000 a Orquestra Barroca, formada por professores, passou a ser regida pelo maestro e violinista Luís Otávio Santos, educado na Holanda e lá distinguido com o prestigioso prêmio Diapason d'Or por sua gravação de sonatas de Jean-Marie Leclair. Sob sua direção a orquestra elevou o  nível técnico das apresentações e tem realizado muitas gravações, elogiadas pela sua qualidade e pela sua importância como documentos.
O festival contribuiu para uma renovação no campo da música antiga no Brasil, introduzindo conceitos de interpretação histórica e formando um novo público, e foi reconhecido como Patrimônio Imaterial da cidade.